# Adobe After Effects
Adobe After Effects ist eine Compositing- und Animationssoftware des Herstellers Adobe Inc. Mit ihr lassen sich Filmaufnahmen mit computergenerierten Bildern und Effekten zusammenfügen. Das Programm ist in seiner Oberfläche und den Funktionen sehr an Adobe Photoshop angelehnt, bietet jedoch eine Zeitleiste und die Möglichkeit, nahezu jeden Parameter durch Schlüsselbilder (keyframes) animieren zu können.

## Leistungsumfang
Mit After Effects lassen sich beispielsweise Motion-Design-Clips (Intros für TV-Sendungen, Schrift-Animationen, Bumper etc.) oder aber Visual Effects für Film und Fernsehen kreieren und/oder vollenden. Insbesondere die Kombination mit 3D-Programmen wie 3D Studio Max, Maya oder Cinema 4D erlaubt es in After Effects Filmaufnahmen nachzubearbeiten und mit anderen (realen oder computergenerierten) Aufnahmen zu kombinieren. Ab der Version 9 hat man zudem auch die Möglichkeit, 3D-Objekte aus Photoshop zu importieren und jene direkt in After Effects zu bearbeiten.
Hauptaufgaben des Programms sind das Bewegen (Animieren) von Clips in einem zwei- oder dreidimensionalen Raum und das Manipulieren von Videos durch Masken oder Effekte. Der Betrachter kann mit Hilfe einer virtuellen Kamera durch einen dreidimensionalen Raum fliegen und dafür künstliche Lichtquellen programmieren. Ziel des Programms ist die Herstellung kurzer, effektlastiger Videos, z. B. Trailer oder von Vorspännen für das Fernsehen bzw. Werbeclips.
Die vorhandenen Funktionen können mittels Plugins erweitert werden, diese können beispielsweise neue Effekte oder Partikelsysteme beinhalten.

## Versionen
Bis zur Version 7 wurde After Effects in zwei verschiedenen Versionen ausgeliefert (Standard und Professional) und ist neben Premiere Pro, Audition und EncoreDVD einer der Hauptbestandteile des neuen Adobe-Creative-Suite-Production-Studios. Ab der Version 7 hat man jedoch auf diese Zweier-Auflage verzichtet, so dass man heute nur noch die Professional-Version erwerben kann. Die Professional-Version bot gegenüber der Standardversion zusätzlich für das Compositing wichtige Features wie das Keying-Plugin Keylight, erweiterte Matte-Werkzeuge, Import von RPF-/RLA-Daten aus 3D-Programmen, Grain-Removal, einen Tracker/Bildstabilisator sowie das Plugin 3D-Invigorator für die Erstellung von 3D-Texten und Objekten, welches aber ab der Version 7 nicht mehr mitgeliefert wird.
Bis 2003 kostete das Programm in der Professional-Version bis zu 3.000 Euro. Für Studenten gab es eine vergünstigte Education-Lizenz der Professional-Version, die nach dem Studium weiterhin genutzt werden konnte und außerdem zu Updates berechtigte.
Seit Version CC (12.0) wird After Effects von Adobe nur noch im Rahmen des Creative-Cloud-Abonnementmodells vertrieben.

## Einsatzbereiche
Zielgruppe des Programms sind hauptsächlich Videobearbeiter, Effektspezialisten und Motion-Designer. Dank der nun sehr umfassend integrierten 16- und 32-bit-Farbunterstützung (pro Kanal) eignet sich After Effects auch zur Nachbearbeitung von gescannten Zelluloidaufnahmen (z. B. im Kodak-Cineon-Format), die nach der Bearbeitung wieder mit hohem Kontrastumfang auf „echten“ Film ausbelichtet werden sollen. Alternativen zu After Effects sind u. a. Discreet / Autodesk Combustion, Digital Fusion, Apple Shake / Motion, Nuke, sowie die „großen“ Compositing-Systeme von discreet und Avid, die jedoch im Gegensatz zu After Effects größtenteils auf einen „Node“-basierten Workflow mit schematischen Ansichten statt Timelines/Compositions setzen.